# 8. Seimas

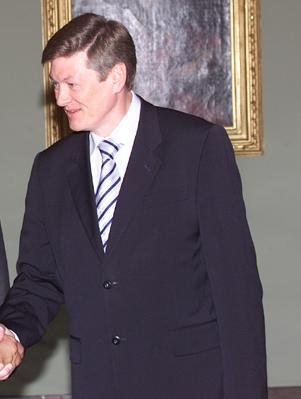
Parlamentspräsident Artūras Paulauskas

Der 8. Seimas war das litauische Parlament (Seimas), gewählt für die Legislaturperiode von 2000 bis 2004.

## Präsident des Seimas
- Artūras Paulauskas

## Mitglieder
| Name                            | Wahlbezirk                  | Liste    | Fraktion                           | Mandatszeit               |
| ------------------------------- | --------------------------- | -------- | ---------------------------------- | ------------------------- |
| Vilija Aleknaitė Abramikienė    | –                           | TSLK     | TSLK                               | ab August 2004            |
| Vytenis Povilas Andriukaitis    | 4. Žirmūnai                 | LSDP     | SDKF                               | bis Juli 2004             |
| Audronius Ažubalis              | –                           | TSLK     | TSLK                               | Juni 2004                 |
| Ona Babonienė                   | –                           | SDK      | SDKF                               |                           |
| Gintautas Babravičius           | –                           | LLS      | LF, ab 2003 LiCF                   |                           |
| Zigmantas Balčytis              | 33. Šilalės – Šilutės       | LDDP     | SDKF                               |                           |
| Dailis Alfonsas Barakauskas     | 23. Aušros                  | LLS      | LF, ab 2002 NF, ab Juli 2002 LDF   |                           |
| Vydas Baravykas                 | 69. Dzūkijos                | LDDP     | SDKF                               |                           |
| Mindaugas Bastys                | 64. Šakių                   | LDDP     | SDKF                               |                           |
| Antanas Baura                   | 49. Anykščių – Kupiškio     | LVP      | VNDPF                              |                           |
| Juozas Bernatonis               | –                           | SDK      | SDKF                               |                           |
| Kazys Bobelis                   | 29. Marijampolės            | LKDS     | MSNG, ab Juli 2004 VNDPF           |                           |
| Bronius Bradauskas              | 59. Kaišiadorių – Elektrėnų | LDDP     | SDKF                               |                           |
| Jonas Budrevičius               | –                           | SDK      | SDKF                               |                           |
| Sigita Burbienė                 | –                           | SDK      | SDKF                               |                           |
| Stanislovas Buškevičius         | 15. Kalniečių               | JL       | MSNG                               |                           |
| Algirdas Butkevičius            | 68. Vilkaviškio             | LSDP     | SDKF                               |                           |
| Jonas Čekuolis                  | –                           | LLS      | LF                                 |                           |
| Jonas Čiulevičius               | –                           | NS       | MSNG                               |                           |
| Gediminas Dalinkevičius         | –                           | NS       | NSF, ab 2003 SDKF                  |                           |
| Irena Degutienė                 | –                           | TSLK     | TSLK                               |                           |
| Gintaras Didžiokas              | –                           | SDK      | VNDPF                              | bis Juni 2004             |
| Sergejus Dmitrijevas            | –                           | SDK      | SDKF                               |                           |
| Vytautas Einoris                | 46. Pakruojo – Joniškio     | LDDP     | SDKF                               |                           |
| Vasilij Fiodorov                | 10. Naujosios Vilnios       | NS       | NSF, ab Juli 2004 MSNG             |                           |
| Kęstutis Glaveckas              | 16. Dainavos                | Eigenst. | JF, ab Juni 2003 LiCF              |                           |
| Petras Gražulis                 | 31. Gargždų                 | LKDP     | MSNG                               |                           |
| Valentinas Greičiūnas           | 19. Danės                   | LDDP     | SDKF                               |                           |
| Algirdas Gricius                | –                           | LLS      | LF, ab Juni 2003 LiCF              |                           |
| Algimantas Valentinas Indriūnas | –                           | NS       | NSF                                |                           |
| Gediminas Jakavonis             | –                           | NS       | NSF                                |                           |
| Povilas Jakučionis              | –                           | TSLK     | TSLK                               |                           |
| Jonas Jučas                     | –                           | LLS      | LF, ab Juni 2003 LiCF              |                           |
| Rasa Juknevičienė               | –                           | TSLK     | TSLK                               |                           |
| Jūratė Juozaitienė              | 18. Panemunės               | LLS      | LF, ab 2002 SDKF                   |                           |
| Jonas Jurkus                    | 38. Mažeikių                | LSDP     | SDKF                               |                           |
| Česlovas Juršėnas               | 53. Ignalinos – Švenčionių  | LDDP     | SDKF                               |                           |
| Vytautas Juškus                 | –                           | SDK      | –                                  | Juli 2004                 |
| Edvardas Kaniava                | –                           | SDK      | SDKF                               |                           |
| Ramūnas Karbauskis              | 45. Šiaulių kaimiškoji      | LVP      | VNDPF                              |                           |
| Vaclovas Karbauskis             | 34. Tauragės                | NS       | NSF                                |                           |
| Edvardas Karečka                | 37. Skuodo – Mažeikių       | LVP      | VNDPF, ab Mai 2003 SDKF            |                           |
| Justinas Karosas                | 71. Lazdijų – Druskininkų   | LDDP     | SDKF                               |                           |
| Algis Kašėta                    | 70. Varėnos – Eišiškių      | MKDS     | JF, ab Juni 2003 LiCF              |                           |
| Gediminas Kirkilas              | –                           | SDK      | SDKF                               |                           |
| Dobilas Jonas Kirvelis          | –                           | SDK      | SDKF                               | ab 2004                   |
| Audrius Klišonis                | –                           | LLS      | LF, ab Juni 2003 LiCF              |                           |
| Egidijus Klumbys                | –                           | NS       | MSNG                               |                           |
| Gintautas Kniukšta              | –                           | NS       | NSF                                |                           |
| Jonas Korenka                   | –                           | SDK      | SDKF                               |                           |
| Jeronimas Kraujelis             | –                           | NS       | NSF                                |                           |
| Kęstutis Kriščiūnas             | –                           | SDK      | SDKF                               |                           |
| Stasys Kružinauskas             | –                           | SDK      | SDKF                               |                           |
| Andrius Kubilius                | –                           | TSLK     | TSLK                               |                           |
| Algirdas Kunčinas               | –                           | SDK      | SDKF                               |                           |
| Dalia Kutraitė Giedraitienė     | 2. Senamiesčio              | LLS      | NF, ab Juli 2002 LDF               | bis 2003                  |
| Kęstutis Kuzmickas              | –                           | NS       | NSF                                |                           |
| Vytautas Kvietkauskas           | 1. Naujamiesčio             | NS       | NSF                                | bis Juli 2004             |
| Vytautas Landsbergis            | –                           | TSLK     | TSLK                               | bis Juni 2004             |
| Saulius Lapėnas                 | 62. Jurbarko                | LLS      | LF, ab Juni 2003 LiCF              |                           |
| Vytautas Lapėnas                | –                           | LLS      | LF, ab Juli 2002 LDF               |                           |
| Jonas Lionginas                 | 8. Karoliniškių             | LLS      | LF, ab Juli 2002 LDF               |                           |
| Arminas Lydeka                  | –                           | LLS      | LF, ab Juni 2003 LiCF              |                           |
| Alfonsas Macaitis               | –                           | SDK      | SDKF                               |                           |
| Zenonas Mačernius               | 41. Kelmės                  | LDDP     | SDKF                               |                           |
| Eugenijus Maldeikis             | –                           | LLS      | LF, ab Juli 2002 LDF               |                           |
| Virginijus Martišauskas         | 32. Šilutės – Pagėgių       | LCS      | JF                                 | bis Oktober 2004          |
| Eligijus Masiulis               | 21. Marių                   | LLS      | LF, ab Juni 2003 LiCF              |                           |
| Kęstutis Masiulis               | –                           | TSLK     | –                                  | Juli 2004 bis August 2004 |
| Algimantas Matulevičius         | 51. Utenos                  | LLS      | LF, ab 2003 LDF                    |                           |
| Juozas Matulevičius             | –                           | LLS      | LF, ab Juni 2003 LiCF              |                           |
| Vitas Matuzas                   | 26. Nevėžio                 | TSLK     | TSLK                               | bis 2003                  |
| Alvydas Medalinskas             | 6. Šeškinės                 | LLS      | LF                                 | bis 2003                  |
| Nikolaj Medvedev                | –                           | SDK      | SDKF                               |                           |
| Artūras Melianas                | –                           | LLS      | LF, ab Juni 2003 5 d. LiCF         |                           |
| Gintautas Mikolaitis            | 42. Raseinių                | LSDP     | SDKF                               |                           |
| Dangutė Mikutienė               | 58. Trakų – Elektrėnų       | NS       | NSF                                |                           |
| Gabriel Jan Mincevič            | 55. Širvintų – Vilniaus     | LLRA     | MSNG, ab 2003 LDF                  |                           |
| Algirdas Monkevičius            | 39. Akmenės – Joniškio      | NS       | NSF                                |                           |
| Janė Narvilienė                 | 36. Kretingos               | VNDPS    | VNDPF, ab 2003 SDKF                |                           |
| Saulius Nefas                   | –                           | TSLK     | TSLK                               | ab Juni 2004              |
| Visvaldas Nekrašas              | 35. Plungės – Rietavo       | LSDP     | SDKF                               |                           |
| Juozas Olekas                   | 63. Suvalkijos              | LSDP     | SDKF                               |                           |
| Vladimiras Orechovas            | –                           | SDK      | SDKF                               |                           |
| Rolandas Paksas                 | 3. Antakalnio               | LLS      | LF, ab Juli 2002 LDF               | bis 2003                  |
| Raimundas Palaitis              | 22. Pajūrio                 | LLS      | LF, ab Juni 2003 LiCF              |                           |
| Juozas Palionis                 | 67. Prienų                  | NS       | NSF, ab 22. März 2004 SDKF         |                           |
| Petras Papovas                  | 52. Zarasų – Visagino       | LDDP     | SDKF                               |                           |
| Artūras Paulauskas              | 24. Saulės                  | NS       | NSF                                |                           |
| Rolandas Pavilionis             | –                           | NS       | NSF                                | bis Juli 2004             |
| Artur Plokšto                   | –                           | SDK      | SDKF                               |                           |
| Aleksander Poplavski            | 57. Vilniaus – Trakų        | NS       | NSF, ab 2001 LF, ab Juni 2003 LiCF |                           |
| Vasilijus Popovas               | –                           | SDK      | SDKF                               |                           |
| Mykolas Pronckus                | –                           | SDK      | SDKF                               |                           |
| Kazimira Danutė Prunskienė      | 54. Molėtų – Švenčionių     | VNDPS    | VNDPF                              |                           |
| Alfonsas Pulokas                | 47. Pasvalio – Panevėžio    | LDDP     | SDKF                               |                           |
| Giedrė Purvaneckienė            | –                           | SDK      | SDKF                               |                           |
| Juozas Raistenskis              | 7. Justiniškių              | LLS      | LF, ab 2004 m. SDKF                |                           |
| Alvydas Ramanauskas             | –                           | NS       | NSF                                |                           |
| Jurgis Razma                    | –                           | TSLK     | TSLK                               |                           |
| Algis Rimas                     | –                           | SDK      | SDKF                               |                           |
| Klemensas Rimšelis              | 13. Centro                  | LLS      | LF, ab Juni 2003 LiCF              |                           |
| Viktoras Rinkevičius            | 48. Biržų – Kupiškio        | LVP      | VNDPF                              |                           |
| Rimantas Ruzas                  | –                           | SDK      | SDKF                               | bis 2002 (gestorben)      |
| Julius Sabatauskas              | –                           | SDK      | SDKF                               |                           |
| Alvydas Sadeckas                | –                           | NS       | NSF                                |                           |
| Aloyzas Sakalas                 | –                           | SDK      | SDKF                               | bis Juli 2004             |
| Algimantas Salamakinas          | –                           | SDK      | SDKF                               |                           |
| Algirdas Saudargas              | 12. Aleksoto – Vilijampolės | LKDP     | MSNG                               |                           |
| Vytautas Saulis                 | 50. Rokiškio                | LDDP     | SDKF                               |                           |
| Eimundas Savickas               | 17. Pramonės                | LLS      | LF, ab 2003 LDF                    |                           |
| Romanas Algimantas Sedlickas    | –                           | LLS      | LF, ab Juni 2003 LiCF              |                           |
| Valerijus Simulik               | 25. Dainų                   | NS       | NSF                                |                           |
| Rimantas Sinkevičius            | 60. Jonavos                 | LDDP     | SDKF                               |                           |
| Algirdas Sysas                  | –                           | SDK      | SDKF                               |                           |
| Kęstutis Skamarakas             | –                           | NS       | NSF, ab 1. März 2004 LDF           |                           |
| Egidijus Skarbalius             | 20. Baltijos                | LLS      | NF, ab 2001 LDF                    |                           |
| Artūras Skardžius               | 30. Alytaus                 | NS       | NSF                                |                           |
| Vaclov Stankevič                | –                           | NS       | NSF                                |                           |
| Antanas Napoleonas Stasiškis    | –                           | TSLK     | TSLK                               |                           |
| Nijolė Steiblienė               | –                           | NS       | NSF                                |                           |
| Gintaras Steponavičius          | 9. Lazdynų                  | LLS      | LF, ab Juni 2003 5 LiCF            |                           |
| Ilona Stulpinienė               | –                           | NS       | NSF                                | ab Juli 2004              |
| Eduardas Šablinskas             | –                           | NS       | JF                                 |                           |
| Irena Šiaulienė                 | –                           | SDK      | SDKF                               |                           |
| Gintaras Šileikis               | 27. Vakarinė                | LCS      | LF, ab Juni 2003 LiCF              |                           |
| Gintautas Šivickas              | 65. Kauno – Kėdainių        | NS       | NSF                                |                           |
| Gražina Šmigelskienė            | –                           | SDK      | SDKF                               | ab 2004                   |
| Raimondas Šukys                 | 5. Fabijoniškių             | LLS      | LF, ab Juni 2003 LiCF              |                           |
| Vytautas Šustauskas             | 11. Šilainių                | LS       | MSNG                               |                           |
| Dalia Teišerskytė               | –                           | LLS      | LF, ab Juni 2003 LiCF              |                           |
| Valdemar Tomaševski             | 56. Vilniaus – Šalčininkų   | LLRA     | MSNG, ab 2003 LDF                  |                           |
| Valerij Tretjakov               | –                           | NS       | NSF                                |                           |
| Viktor Uspaskich                | 43. Kėdainių                | Eigenst. | MSNG                               |                           |
| Jurgis Utovka                   | –                           | SDK      | SDKF                               |                           |
| Gediminas Vagnorius             | 40. Telšių                  | NKS      | MSNG                               |                           |
| Rimas Valčiukas                 | –                           | NS       | NSF                                |                           |
| Antanas Valys                   | –                           | SDK      | SDKF                               | ab 2002                   |
| Egidijus Vareikis               | –                           | NS       | NSF                                |                           |
| Rimvydas Vaštakas               | –                           | LLS      | LF, ab Juni 2003 LiCF              | bis Oktober 2003          |
| Artūras Vazbys                  | –                           | LLS      | JF, ab 2003 TSLK                   |                           |
| Domininkas Velička              | –                           | LLS      | LF, ab 2003 NSF                    |                           |
| Virmantas Velikonis             | 28. Aukštaitijos            | LDDP     | SDKF                               |                           |
| Birutė Vėsaitė                  | –                           | SDK      | SDKF                               |                           |
| Julius Veselka                  | 61. Ukmergės                | Eigenst. | MSNG, ab 2003 VNDPF                |                           |
| Arvydas Vidžiūnas               | –                           | TSLK     | TSLK                               | bis Juli 2004             |
| Pranas Vilkas                   | –                           | LLS      | LF, ab 2003 LDF                    |                           |
| Vytautas Zabiela                | –                           | LLS      | VNDPF                              | ab 2003                   |
| Roma Žakaitienė                 | 44. Radviliškio             | LSDP     | SDKF                               |                           |
| Vladas Žalnerauskas             | 66. Kauno kaimiškoji        | LLS      | LF, ab Juli 2002 LDF               |                           |
| Henrikas Žukauskas              | 14. Žaliakalnio             | LLS      | LF, ab Juli 2002 LDF               |                           |